# Twisterlend
Twisterlend è il sessantottesimo album in studio del chitarrista statunitense Buckethead, pubblicato il 26 novembre 2013 dalla Hatboxghost Music.

## Descrizione
Trentanovesimo disco appartenente alla serie "Buckethead Pikes", Twisterlend è il sesto album pubblicato dal chitarrista nel mese di novembre 2013. Si tratta inoltre del primo Pike ad essere stato distribuito per un periodo limitato sia come copia numerata e firmata dal chitarrista che copia numerata, firmata e disegnata.
Come successo con Pumpkin, anche questo album è stato reso disponibile per il download gratuito per un periodo limitato di tempo sul sito dei Buckethead Pikes.

## Tracce
Musiche di Buckethead.
1. The Closed Triptych – 11:25
2. Ghouls of the Sea – 4:00
3. Canal System – 1:53
4. Forbidden Fold – 3:50
5. Gloomy Emptiness – 2:29
6. Bowling for Slaughters – 2:43
7. Twisterlend – 4:19

## Formazione
- Buckethead – chitarra, basso, programmazione